# 洪聖廟

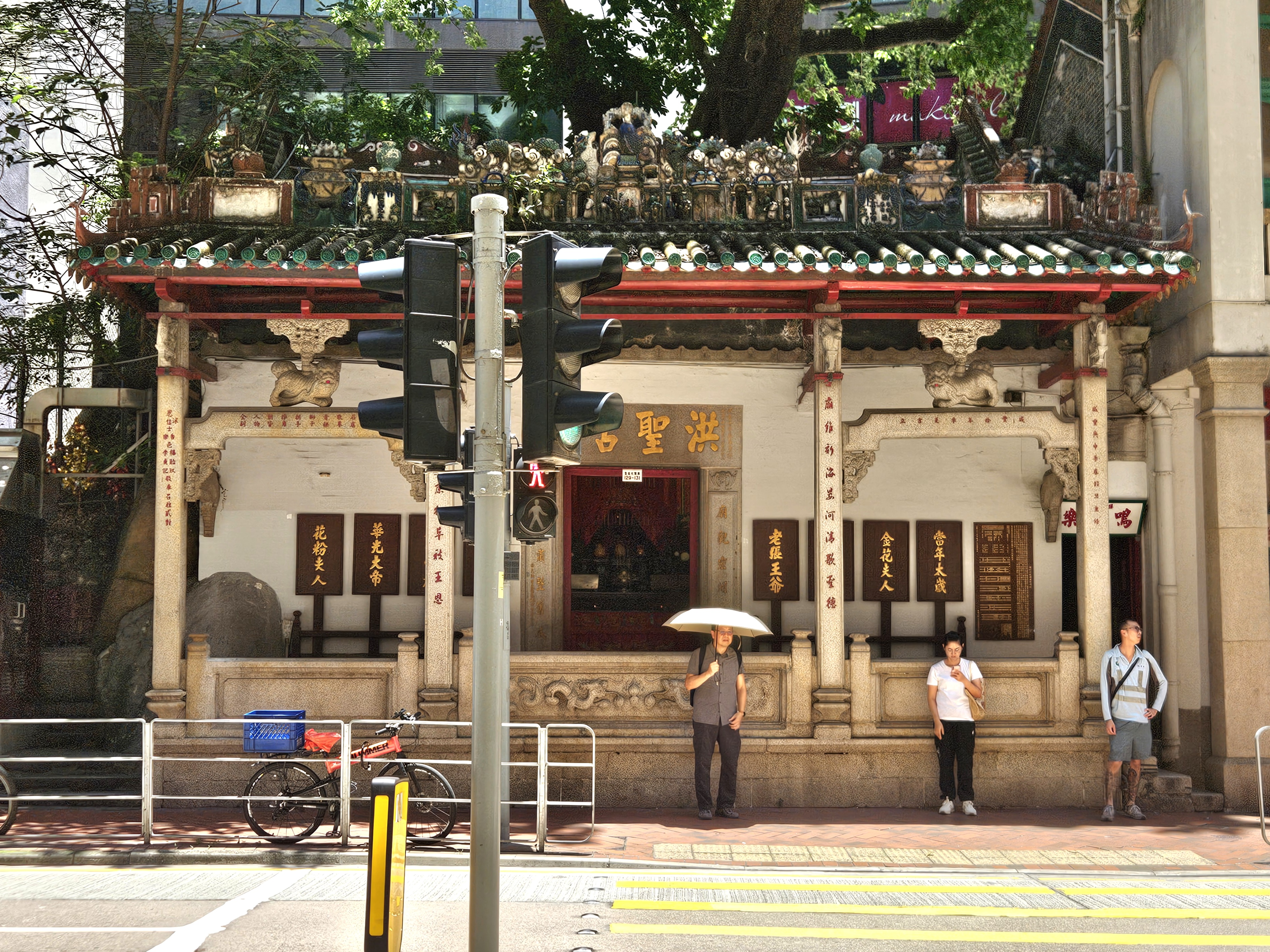
香港灣仔洪聖古廟

洪聖廟（又稱洪聖宮、洪聖王廟、南海神祠或洪聖古廟）為祭拜海神洪聖的廟宇。

## 寺廟源流
北宋海上贸易鼎盛，珠三角海运发达，码头遍布，民众为保航船平安而加多参拜南海神，民間为便祭拜而始多兴建南海神的离宫，此时南海神被封为洪圣王。这些离宫甚少称南海神庙，多称洪圣宫、洪圣庙、南海神祠，以别于南海神庙（大庙）叫法。截至1949年前，广东一带的南海神庙，包含洪圣庙、广利庙等，不下于500座，远远超过同期天后庙的数目。在南海、番禺两县就有100多座，有的乡多至8座，佛山镇内有4座，顺德县在清代就有14座。到千禧年以后，不完全统计在广府一带沿海地区、珠江三角洲地区还有二百多座洪圣王庙。

## 神誕
早期香港坪洲大多数都是出海捕魚的漁民聚居，漁民西面供奉天后、東面则供奉海神洪聖爺，每年農曆二月十三日為洪聖爺誕（洪聖王誕或洪聖宮誕），南粤不少地方均有大型慶祝活動。由清乾隆年間至1950年，廣州番禺的岡尾社十八鄉都會舉辦洪聖王出會。
而廣州河南土華村的洪聖王誕則是農曆二月初九舉辦，傳說土華的洪聖王和黃埔南海神廟中供奉的廣利洪聖王是兩兄弟。土華洪聖王排行第三，脾氣倔而被稱為「硬頸三」。黃埔洪聖王是大哥，二哥供奉在順德。農曆二月十一為南海神廟波羅誕，土華的誕會因而有小波羅誕之稱。

## 洪聖其人
洪聖，專稱南海洪聖大王，又稱洪聖爺或赤帝。是中國南方有名的神祇。洪聖原名洪熙，是唐代的廣州刺史，他為官清廉，一袖清风, 致力推廣學習天文地理以惠澤商旅及漁民。洪熙过世後曾被封「洪聖」至宋代則被封為「南海洪聖廣利王」，成為了漁民守護神。

## 备注
1. ↑  活動之後受政治變化影響而停滯，出會所用神樓先保留於番禺石樓，後籌建廣東民間工藝館被徵集轉去陳家祠存放，於1959-1964年在廣州陳氏書院中展出。1964年展覽結束，神樓一直存於庫房，直至2016年再度保養展出。

## 外部連結
- 龍躍頭天后宮及滘西洲洪聖古廟列為歷史建築物 （页面存档备份，存于）
- 洪聖宮
- 傳統鄉村、節慶和醮會- 洪聖 （页面存档备份，存于）